# Breviarium ab urbe condita
Breviarium ab urbe condita (lateinisch Kurzfassung [der Geschichte] seit Gründung der Stadt) ist der Titel eines Geschichtswerks des römischen Historikers Eutropius. Es zählt zu einer Gattung kurzgefasster historischer Schriften (Breviarien), der auch die Epitome des Florus, die Historiae abbreviatae des Aurelius Victor und das Breviarum des Rufus Festus angehören.
Eutropius’ Breviarium ab urbe condita behandelt in zehn Büchern die römische Geschichte in chronologischer Reihenfolge von der Gründung der Stadt (ab urbe condita, 753 v. Chr.) bis zum Tod des Kaisers Jovian (364 n. Chr.). Eutropius verfasste das Werk um 369 im Auftrag des Kaisers Valens (regierte 364–378), um diesem historisches Orientierungswissen an die Hand zu geben. Trotz zahlreicher chronologischer und faktischer Ungenauigkeiten und Irrtümer war das Werk sehr erfolgreich: Es wurde sowohl von heidnischen als auch von christlichen Autoren gelesen und zitiert, schon früh ins Griechische übersetzt (um 379 von Paianios, im frühen 6. Jahrhundert von Kapiton von Lykien). Auch im Mittelalter blieb das Breviarium ab urbe condita als Lehrbuch der römischen Geschichte in Gebrauch und wurde von zwei Autoren überarbeitet und fortgesetzt: Im 8. Jahrhundert von Paulus Diaconus und um 1000 von Landolfus Sagax.
Aufgrund seiner sprachlichen Anspruchslosigkeit war das Breviarium ab urbe condita in der Neuzeit eine beliebte Schullektüre im Lateinunterricht, sowohl in Deutschland (vor allem im 18. und frühen 19. Jahrhundert) als auch in Italien, Spanien, Russland und im englischsprachigen Raum. Als historische Quelle ist es vor allem für die Epoche der Spätantike von Bedeutung, wo es verlorene Quellen wie die Enmannsche Kaisergeschichte greifbar macht und eigene Erlebnisse des Autors aus dem Perserkrieg des Kaisers Julian berichtet.

## Titel
Eutropius gab seinem Geschichtswerk den Titel Breviarium ab urbe condita, der in der mittlerweile verlorenen Handschrift aus Fulda überliefert ist. Damit bezieht sich der Autor auf Titus Livius’ Geschichtswerk Ab urbe condita, das ebenfalls von der Gründung der Stadt bis zur Lebenszeit des Autors reicht. In der Tat beruht das Breviarium in den ersten sechs Büchern in solchen Ausmaß auf Livius, dass es vom byzantinischen Lexikon Suda als regelrechter Auszug daraus bezeichnet wurde.

## Widmung
In einer Vorrede (praefatio) widmete Eutropius das Werk dem Kaiser Valens, den er mit dem Titel Domino Valenti Gothico Maximo Perpetuo Augusto anspricht. Da Valens den Titel Gothicus Maximus nach seinem Feldzug gegen die Goten in den Jahren 367–369 n. Chr. annahm, wird die Abfassungszeit des Breviarium auf das Jahr 369/370 n. Chr. datiert.
In der Widmungsepistel schreibt Eutropius, er wolle im Auftrag des Kaisers (ex voluntate mansuetudinis tuae) die Ereignisse der römischen Geschichte (res Romanas) von der Stadtgründung bis zu seiner Zeit (ab urbe condita usque ad nostram memoriam) zusammenfassen, und zwar in chronologischer Reihenfolge (per ordinem temporum) und in kompakter Darstellung (brevi narratione). Eutropius fährt fort, er habe bemerkenswerte Einzelheiten aus den Kaiserviten hinzugefügt (strictim additis etiam his, quae in principum vita egregia extiterunt), und zwar in der Absicht, dem Kaiser vorzuführen, wie er den Vorbildern seiner Vorgänger bereits nachgeeifert habe, ohne davon gewusst zu haben (ut tranquillitatis tuae possit mens divina laetari prius se inlustrium virorum facta in administrando imperio secutam, quam cognosceret lectione.).

## Inhalt und Aufbau
Das Breviarium ab urbe condita ist in zehn Bücher gegliedert. Die Bücher 1–6 umfassen die Zeit der Könige und der Republik (753–44 v. Chr.), die Bücher 7–10 die Kaiserzeit. Die Buchgrenzen korrespondieren offenbar mit Epochen, die vom Autor als bedeutend angesehen wurden.
- Buch 1: Von der Gründung Roms (753 v. Chr.) bis zur Belagerung des Kapitols durch die Gallier (387 v. Chr.)
  - Kapitel 1–8: Römische Königszeit. Gründung Roms und Entwicklung unter den Königen Romulus, Numa Pompilius, Tullus Hostilius, Ancus Marcius, Tarquinius Priscus, Servius Tullius und Tarquinius Superbus.
  - Kapitel 9–20: Frühzeit der Römischen Republik: Vertreibung der Könige und erstes Konsulatsjahr (Kapitel 9–10), erfolgloser Krieg des vertriebenen Königs und der Etrusker gegen Rom (11), Einführung der Diktatur (12), Secessio plebis (13), Sieg über die Volsker und Eroberung von Corioli (14), Feldzug des Coriolanus gegen seine Heimatstadt (15), Feldzug der Fabier gegen die Samniten (16), Sieg des Diktators Cincinnatus am Berg Algidus (17), Einsetzung und gewaltsame Absetzung der Decemviri legibus scribundis (18), Eroberung und Zerstörung von Fidenae (19), Eroberung von Veii und Falerii durch Cincinnatus und dessen Sieg über die Gallier, die Rom beinahe erobert hätten (20).
- Buch 2: Von der Einsetzung der Militärtribunen (386 v. Chr.) und den Siegen des Camillus bis zum Ende des Ersten Punischen Krieges (241 v. Chr.): Aufstieg Roms zur Großmacht im westlichen Mittelmeerraum.
  - Kapitel 1–4: Einsetzung der Militärtribunen und Expansion des römischen Machtbereichs; Tod des Cincinnatus.
  - Kapitel 5–6: Siege über die Gallier südlich der Alpen.
  - Kapitel 7–10: Samnitenkriege und Sieg über die Gallier und Etrusker in der Schlacht am Vadimonischen See (283 v. Chr.).
  - Kapitel 11–14: Krieg gegen Tarent und Pyrrhus (280–275 v. Chr.).
  - Kapitel 15–17: Freundschaftsbündnis mit König Ptolemaios II., Gründung von Ariminum und Beneventum, Eroberung von Brundisium.
  - Kapitel 18–27: Erster Punischer Krieg (264–241 v. Chr.).
  - Kapitel 28: Niedergeschlagener Aufstand der Falisker (241 v. Chr.).
- Buch 3: Vom Ende des Ersten Punischen Krieges bis zum Ende des Zweiten Punischen Krieges (202 v. Chr.): Rom unterwirft alle Rivalen im westlichen Mittelmeerraum.
  - Kapitel 1: Gesandtschaft der Römer nach Ägypten und des Königs Hieron II. von Sizilien nach Rom.
  - Kapitel 2–3: Unterwerfung der Ligurer und Eroberung Sardiniens.
  - Kapitel 4: Sieg und erster Triumphzug über Illyrien.
  - Kapitel 5–6: Siege von Lucius Aemilius Papus und Marcus Claudius Marcellus über die Gallier.
  - Kapitel 7–23: Zweiter Punischer Krieg (218–202 v. Chr.)
    - Kapitel 7–8: Hannibal erobert Sagunt (Kapitel 7) und überquert die Pyrenäen und Alpen, während die Römer Truppen nach Spanien und Sizilien schicken (8).
    - Kapitel 9: Niederlagen der römischen Konsuln Publius Cornelius Scipio am Ticinus, Tiberius Sempronius Longus in der Schlacht an der Trebia und Gaius Flaminius am Trasimenischen See.
    - Kapitel 10: Niederlage der Römer in der Schlacht von Cannae.
    - Kapitel 11: Die Römer lehnen die Kapitulation ab und besiegen in Spanien Hannibals Bruder Hasdrubal.
    - Kapitel 12: Unentschiedene Gefechte des Marcus Claudius Marcellus bei Nola. Bündnis des Königs Philipp V. von Makedonien mit Karthago.
    - Kapitel 13: Erfolge der römischen Feldherren Titus Manlius Torquatus auf Sardinien und Marcus Valerius Laevinus in Makedonien.
    - Kapitel 14: Hannibal marschiert auf Rom, zieht sich aber nach Kampanien zurück. Niederlage und Tod der Scipionen (Publius und Gnaeus Cornelius Scipio) in Spanien. Eroberung Siziliens durch Marcellus. Laevinus schließt Freundschaftsbündnisse mit König Philipp von Makedonien, vielen griechischen Städten und König Attalos I. von Asia.
    - Kapitel 15–17: Publius Cornelius Scipio Africanus besiegt die Karthager in Spanien. Quintus Fabius Maximus erobert Tarent und gewinnt viele andere italische Städte zurück.
    - Kapitel 18–19: Niederlage Hannibals in der Schlacht am Metaurus und Rückeroberung von Bruttium durch die Römer.
    - Kapitel 20: Scipio setzt nach Africa über und besiegt die mit Karthago verbündeten Numider. Hannibal wird aus Italien abberufen.
    - Kapitel 21–23: Friedensgesandtschaft der Karthager nach Rom (21). Hannibal stört in Africa die Waffenruhe (22). Scipio schlägt die Karthager vernichtend (Schlacht von Zama), kehrt mit gewaltiger Kriegsbeute nach Rom zurück, feiert dort einen Triumphzug und erhält den Ehrennamen „Africanus“.
- Buch 4: Vom Makedonischen Krieg (200–197 v. Chr.) bis zum Jugurthinischen Krieg und Triumph über Jugurtha (104 v. Chr.)
  - Kapitel 1–2: Titus Quinctius Flamininus besiegt König Philipp V. von Makedonien und schließt Frieden. Danach führt Flamininus erfolgreich Krieg gegen Nabis von Sparta und triumphiert in Rom.
  - Kapitel 3: Krieg gegen Antiochos III., Sieg des Konsuls Manius Acilius Glabrio in der Schlacht bei den Thermopylen
  - Kapitel 4: Siege der Römer über Antiochus und seinen Vasallen Hannibal, Bündnis mit König Eumenes II. von Pergamon und Friedensschluss von Apameia. Der siegreiche Konsul Lucius Cornelius Scipio nimmt den Ehrennamen Asiagenes an.
  - Kapitel 5: Triumph des Marcus Fulvius Nobilior über die Aitoler. Hannibal flieht zu König Prusias von Bithynien. Als Titus Quinctius Flamininus seine Auslieferung fordert, beendet Hannibal sein Leben durch Gift.
  - Kapitel 6: Perseus von Makedonien, der Nachfolger seines Vaters Philipp, beginnt im Bündnis mit Kotys von Thrakien und Genthios von Illyrien den Dritten Makedonisch-Römischer Krieg. Auf Seiten der Römer treten Eumenes von Pergamon, Ariaratus von Kappadokien, Antiochos von Syrien, Ptolemaios von Ägypten und Masinissa von Numidien ein, während Prusias von Bithynien neutral bleibt. Der Konsul Publius Licinius Crassus kämpft erfolglos gegen Perseus, während „Gaius“ Anicius die Illyrer unter Genthios binnen 30 Tagen besiegt.
  - Kapitel 7: Lucius Aemilius Paullus besiegt die Makedonen in der Schlacht von Pydna und schließt Frieden.
  - Kapitel 8: Auf dem Rückmarsch lässt Aemilius Paullus 70 Städte in Epirus plündern und triumphiert anschließend in Rom, ebenso wie Anicius. Zu dem Schauspiel kommen Eumenes und Attalos aus Kleinasien und Prusias aus Bithynien nach Rom, die mit Billigung des Senats Weihgeschenke im Kapitol niederlegen.
  - Kapitel 9: Die Konsuln Lucius Mummius und Marcus Claudius Marcellus kämpfen erfolgreich in Lusitanien.
  - Kapitel 10: Dritter Punischer Krieg: Die Konsuln Manius Manilius und Lucius Marcius Censorinus lassen durch ihren Tribun Scipio (der jüngere) Karthago belagern.
  - Kapitel 11: Der Numiderkönig Masinissa, ein langjähriger Freund des römischen Volkes, stirbt. Nach seiner letztwilligen Verfügung teilt Scipio sein Reich unter den Nachkommen auf.
  - Kapitel 12: Scipio wird deutlich vor der üblichen Altersgrenze zum Konsul ernannt, erobert Karthago, lässt es plündern und zerstören, und nimmt den Ehrentitel Africanus an.
  - Kapitel 13: Aufstand in Makedonien unter Pseudo-Philipp, der das Heer des Prätors Publius Iuventius vernichtend schlägt, später aber von Quintus Caecilius Metellus besiegt und gefangen genommen wird.
  - Kapitel 14: Rom erklärt der Stadt Korinth den Krieg. Der Konsul Lucius Mummius erobert und vernichtet die Stadt. In Rom finden drei Triumphzüge gleichzeitig statt: der des Scipio Africanus, des Metellus und des Mummius.
  - Kapitel 15: Der Aufstand des Pseudo-Perses in Makedonien wird vom Quästor Tremellius niedergeschlagen.
  - Kapitel 16: Im Keltiberischen Krieg wird Metellus von Quintus Pompeius abgelöst, dem wiederum Quintus Servilius Caepio folgt. Der Anführer der Lusitaner Viriathus wird von seinen eigenen Leuten verraten und ermordet; Caepio verweigert den Mördern eine Belohnung.
  - Kapitel 17: Quintus Pompeius scheitert an der Einnahme von Numantia und schließt einen unvorteilhaften Friedensvertrag ab. Ebenso ergeht es Gaius Hostilius Mancinus, dessen Friedensschluss vom Senat aber nicht anerkannt wird. Schließlich beendet Scipio Africanus der jüngere den Krieg, indem er Numantia erobert und zerstört.
  - Kapitel 18: König Attalos von Pergamon stirbt und vererbt sein Reich dem römischen Volk, das so in den Besitz von Asia kommt.
  - Kapitel 19: Triumphzüge des Decimus Iunius Brutus über die Gallaeker und Lusitaner sowie des jüngeren Scipio Africanus über Numantia.
  - Kapitel 20: Aufstand von Attalos’ Bruder Aristonikos in Asia. Der Konsul Publius Licinius Crassus kämpft gegen ihn mit Unterstützung der Könige Nikomedes von Bithynien, Ariarathes von Kappadokien und Pylaimenes von Paphlagonien. Nach Crassus’ Tod in der Schlacht wird Marcus Perperna als sein Nachfolger geschickt, der Aristonikos bei Stratonikeia besiegt und nach Rom senden lässt. Perperna stirbt während der Vorbereitungen zum Triumphzug.
  - Kapitel 21: Unter dem Konsulat von „Lucius“ Caecilius Metellus und Titus Quinctius Flamininus (123 v. Chr.) wird Karthago auf Befehl des Senats wiedergegründet und mit römischen Bürgern besiedelt.
  - Kapitel 22: Die Konsuln Gaius Cassius Longinus und „Sextus Domitius Calvinus“ (richtig: Gaius Sextius Calvinus) führen Krieg im transalpinen Gallien und besiegen am Rhône die Arverner unter ihrem König Bituitus. Anschließend triumphieren beide Konsuln in Rom.
  - Kapitel 23: Unter dem Konsulat von Marcus Porcius Cato und Quintus Marcius Rex wird die Stadt Narbo als Colonia gegründet (118 v. Chr.). Im folgenden Jahr findet unter den Konsuln Lucius Caecilius Metellus und Quintus Mucius Scaevola ein Triumphzug über Dalmatia statt.
  - Kapitel 24: Der Konsul Gaius Cato erleidet im Kampf gegen die Skordisker empfindliche Niederlagen.
  - Kapitel 25: Unter dem Konsulat von Gaius Caecilius Metellus und Gnaeus Carbo (113 v. Chr.) triumphieren die Brüder Gaius und Marcus Caecilius Metellus über Sardinien beziehungsweise Thrakien. In Rom trifft die Nachricht ein, dass die Kimbern und Teutonen aus Gallien nach Italien eingedrungen sind.
  - Kapitel 26: Unter dem Konsulat von Publius Scipio Nasica und Lucius Calpurnius Bestia (111 v. Chr.) beginnt der Jugurthinische Krieg. Der Konsul Calpurnius Bestia lässt sich von Iugurtha bestechen und schließt einen Friedensvertrag, der vom Senat nicht anerkannt wird. Im folgenden Jahr (110 v. Chr.) wird er von Spurius Postumius Albinus abgelöst, der zusammen mit seinem Bruder erfolglos gegen die Numider kämpft.
  - Kapitel 27: Der ihm nachfolgende Konsul Quintus Caecilius Metellus (109 v. Chr.) reformiert das Heer, schlägt Jugurtha viele Male zurück und erobert mehrere Städte. Sein Nachfolger Gaius Marius beendet den Krieg, indem er Jugurtha und dessen Verbündeten Bocchus besiegt und Jugurtha durch den Quästor Cornelius Sulla gefangen nehmen lässt. In Gallien siegen die Römer unter dem zweiten Konsul Marcus Iunius Silanus über die Kimbrer, in Makedonien unter Minucius Rufus über die Skordisker und Triballer sowie in Hispanien unter Servilius Caepio über die Lusitaner. Über Jugurtha finden zwei Triumphzüge statt, einer des Metellus und einer des Marius.
- Buch 5: Von den Kimbernkriegen (113–101 v. Chr.) bis zum Ende des Bundesgenossenkrieges und Sullas Sieg im Bürgerkrieg über die Marianer (82 v. Chr.)
  - Kapitel 1: Niederlage der römischen Konsuln Quintus Caepio und „Marcus Manlius“ (Gnaeus Mallius Maximus) gegen die Kimbern, Teutonen, Tiguriner und Ambronen in Gallien. In der bedrohlichen Situation wird Gaius Marius fünfmal in Folge zum Konsul ernannt. Er besiegt den Teutonenanführer Teutobodus.
  - Kapitel 2: Marius und sein Amtskollege Quintus Lutatius Catulus siegen in Oberitalien über die Kimbern und Teutonen und beenden den Krieg.
  - Kapitel 3: Bundesgenossenkrieg (91–88 v. Chr.): Nach dem Schlachttod der Konsuln Porcius Cato und Publius Rutilius erringen die Feldherren Marius, Gnaeus Pompeius und Sulla entscheidende Siege und beenden den Krieg.
  - Kapitel 4–9: Mithridatische Kriege und römischer Bürgerkrieg.
    - Kapitel 4: Sulla erhält das Kommando über den Krieg gegen König Mithridates von Pontos. Als Marius ihm das Kommando entreißen will, marschiert Sulla mit dem Heer in Rom ein, vertreibt Marius und bricht nach Kleinasien auf.
    - Kapitel 5: Mithridates vertreibt die mit Rom verbündeten Könige von Kappadokien, Bithynien und Paphlagonien und ruft brieflich zur Ermordung aller römischen Bürger in Kleinasien auf (Vesper von Ephesos).
    - Kapitel 6: Mit der Übergabe der Stadt Athen an den pontischen Heerführer Archelaos durch Aristion greift der Mithridatische Krieg auf Europa über. Sulla besiegt Archelaos bei Piräus und besetzt Athen. Er besiegt auch die Verstärkung, die Mithridates aus Kleinasien schickt.
    - Kapitel 7: Sulla schließt Bündnisse mit den (beziehungsweise besiegt die) Stämmen der Dardaner, Skordikern, Dalmaten und Maeder. Mit Mithridates schließt er einen provisorischen Frieden, um seine Macht in Italien zu sichern. Auf Bitten des Senats besiegt er dort die von Marius eingesetzten Konsuln Norbanus und Scipio.
    - Kapitel 8: Sulla besiegt auch die neuen Konsuln Gaius Marius der Jüngere und Gnaeus Papirius Carbo. Während Marius seinem Leben in Praeneste ein Ende setzt, wird Carbo auf Sizilien von Gnaeus Pompeius getötet.
    - Kapitel 9: Pompeius setzt nach Africa über und besiegt dort Marius’ Feldherrn Domitius und dessen Verbündeten Hierdas, König von Mauretanien. In Rom triumphiert Sulla über Mithridates. Pompeius triumphiert im Alter von nur 24 Jahren über Africa.
- Buch 6: Von der Fortsetzung der Bürgerkriege (77 v. Chr.) bis zur Ermordung Caesars (44 v. Chr.)
- Buch 7: Von den Machtkämpfen nach Caesars Ermordung bis zum Tod des Kaisers Domitian (96 n. Chr.): Julisch-claudische und flavische Kaiser
- Buch 8: Von Nerva (96 n. Chr.) bis zum Tod des Severus Alexander (235 n. Chr.)
- Buch 9: Von Maximinus Thrax, dem ersten Soldatenkaiser, bis zur Abdankung von Diokletian und Maximian (305 n. Chr.)
- Buch 10: Von Constantius I. und Galerius bis zu Jovian (364 n. Chr.)

## Rezeption in der Historiographie
Das Breviarium ab urbe condita war als handliche und voraussetzungsarme Geschichtsdarstellung sehr erfolgreich. Es wurde schon kurz nach seinem Erscheinen von anderen Autoren verwendet, so von Hieronymus in seiner Chronik, von Augustinus in seiner Schrift De civitate dei, von Rufus Festus (wahrscheinlich), von Cassiodor und Jordanes, vom Kirchengeschichtsschreiber Orosius und möglicherweise auch von der Historia Augusta. Als handliches Geschichtswerk von breitem Zeithorizont wurde Eutropius’ Breviarium auch im Mittelalter viel gelesen. Im späten 8. Jahrhundert überarbeitete der langobardische Fürstenerzieher Paulus Diaconus, der in Montecassino tätig war, das Werk und setzte es in sechs weiteren Büchern bis 553, die Zeit der Regierung Justinians, fort. Paulus’ Zusätze betreffen vor allem Ereignisse der Kirchengeschichte. Diese Historia Romana benannte Bearbeitung des Breviarium fand noch größeren Anklang als das Original: Aus dem 9. bis 15. Jahrhundert sind mehr als 160 Handschriften erhalten, von denen einige nicht Paulus, sondern Eutropius als Autor angeben. Ungeachtet dieser wurde auch das Breviarium ab urbe condita in seiner ursprünglichen Gestalt weiterhin überliefert. Eine weitere Bearbeitung verfasste um das Jahr 1000 ein gewisser Landolfus Sagax, der das Geschichtswerk in zusätzlichen acht Büchern bis zum Jahr 806 fortsetzte (ebenfalls mit dem Titel Historia Romana; vom Erstherausgeber Pierre Pithou wurde das Werk Historia Miscella genannt).
Auch im griechischsprachigen Osten des Reiches wurde Eutropius’ Werk reichlich rezipiert, da es in verschiedenen Übersetzungen verfügbar war. Noch zu Eutropius’ Lebzeiten, um 379 n. Chr., entstand die Übersetzung des Paianios, die fast vollständig überliefert ist (es fehlt nur der Schluss mit der Regierung der Kaiser Julian und Jovian). Eine weitere Übersetzung verfasste nach dem Zeugnis der Suda der Historiker Kapiton von Lykien, der unter den Kaisern Anastasios I. (regierte 491–518) und Maurikios (regierte 518–527) wirkte. Sie ist nicht direkt überliefert, wird aber meist mit den in zahlreichen Suda-Artikel und den Konstantinischen Exzerptensammlungen überlieferten Fragmenten einer von Paianios verschiedenen Eutropius-Übersetzung in Verbindung gebracht. Eine dritte Übersetzung, die mit den beiden genannten nicht identisch ist, scheint im 9. Jahrhundert Theophanes Confessor bei seiner Darstellung zu Kaiser Diokletian benutzt zu haben. Spätere Benutzer der griechischen Übersetzung des Paianios sind Maximos Planudes (13./14. Jahrhundert) und Nikephoros Gregoras (14. Jahrhundert), die den Text als Ergänzung zu Cassius Dio und dessen Epitomator Xiphilinos heranzogen.
Vom 16. bis 18. Jahrhundert war das Breviarium ab urbe condita in zahlreichen gedruckten Ausgaben verfügbar. Es wurde gerade im 18. und 19. Jahrhundert in deutschen, englischen und italienischen Schulen als Anfängerlektüre im Lateinunterricht sowie als Quelle für den Geschichtsunterricht benutzt. Aufgrund seiner zahlreichen chronologischen und sachlichen Ungenauigkeiten und Fehler sank das Ansehen des Breviarium zusehends. Als zeitgenössische Darstellung der Spätantike (insbesondere des 4. Jahrhunderts) sowie als Quelle für verlorene Geschichtswerke (vor allem für die Enmannsche Kaisergeschichte) wird es allerdings weiterhin geschätzt.

## Handschriftliche Überlieferung und Editionsgeschichte
Eutropius’ Breviarium ab urbe condita ist in 20 Handschriften aus dem 9. bis 15. Jahrhundert erhalten, die mindestens drei verschiedenen Überlieferungssträngen zugeordnet werden. Dazu kommen noch etwa 160 Handschriften der Historia Romana des Paulus Diaconus, die ihrerseits teilweise für die Herstellung des ursprünglichen Textes von Bedeutung ist.
Die erste gedruckte Ausgabe erschien am 20. Mai 1471 in Rom, in der Werkstatt des Druckers Georg Lauer; allerdings enthielt seine Ausgabe noch die Zusätze des Paulus Diaconus. Zur Wiederherstellung des ursprünglichen Textes des Breviarium ab urbe condita führten sukzessive Entdeckungen der erhaltenen Handschriften: Anton van Schoonhoven machte mit seiner 1545 fertiggestellten Ausgabe, die 1552 in Basel erschien, den Anfang, indem er mithilfe einer Handschrift aus Gent (heute in der Universitätsbibliothek Leiden, Bibliotheca Publica Latina 141) die meisten paulinischen Zusätze entfernte. Auf diesem Weg schritt Élie Vinet (Elias Vinetus) fort, der neben Schoonhovens Edition eine (später verschollene) Handschrift aus Bordeaux verwendete. Besondere Bedeutung hatte die Ausgabe von Friedrich Sylburg (Frankfurt am Main 1590), da sie nicht nur die Lesarten der (später ebenfalls verschollenen) Handschrift aus Fulda mitteilte, sondern auch die (zuvor nie gedruckte) griechische Übersetzung des Paianios enthielt. Die Ausgaben des 17. und 18. Jahrhunderts trugen vor allem zur Kritik und Exegese des Textes bei, ohne neues handschriftliches Material heranzuziehen.
Nachdem Theodor Mommsen im Jahr 1866 die Bedeutung der ältesten Handschrift (Forschungsbibliothek Gotha, Ms. Memb. I, aus dem 9. Jahrhundert) erkannt hatte, lieferte Wilhelm Hartel 1872 zusammen mit seiner Eutropius-Ausgabe eine Monographie, in der er die Verhältnisse der ihm bekannten Handschriften untersuchte und die Eutropius-Handschriften von den paulinischen trennte. Auf einem breiteren Fundament ruhte die Ausgabe in den Monumenta Germaniae Historica (MGH), die von Theodor Mommsen organisiert und von seinem Schüler Hans Droysen ausgeführt wurde. Sie enthielt nicht nur den lateinischen Text des Breviarium (auf der Grundlage von sieben Handschriften), sondern auch die griechischen Übersetzungen von Paianios und Kapiton sowie die Fortsetzungen von Paulus Diaconus und Landolfus Sagax. Wenige Jahre später veröffentlichten Carl Wagener und Franz Rühl ihre eigenen, auf jahrelangen Vorarbeiten beruhenden Editionen (1884 beziehungsweise 1887), die vor allem hinsichtlich der Textkonstitution über Droysen hinauskamen. Rühls im Teubner-Verlag erschienene Edition erfuhr die weiteste Verbreitung und wurde bis in die 1970er Jahre nachgedruckt. Ihr Text unterscheidet sich oft von dem der früheren Ausgaben, weil Rühl dazu neigte, die problematische Überlieferung der Handschriften durch Konjekturen oder abweichende Lesarten einzelner Handschriften zu glätten.
Auf dem von Hartel, Mommsen und Droysen gelegten Fundament baute in den 1960er Jahren Nino Scivoletto seine Studien zur Überlieferungsgeschichte des Breviarium auf. Er entwickelte nicht nur aufgrund von Binde- und Trennfehlern, sondern auch mit paläographischen Argumenten ein Stemma, das von zwei im frühen Mittelalter entstandenen Überlieferungssträngen ausgeht, einer gallischen und einer italischen Tradition. Auf Letztere geht nach seiner Ansicht die Historia Romana des Paulus Diaconus zurück, auf die Erstere drei weitere Handschriftengruppen, deren Vertreter teilweise Anzeichen von Kontamination erkennen lassen. Scivolettos Erkenntnisse flossen in die Eutropius-Edition seines Schülers Carlo Santini ein, der seinerseits eine weitere Handschriftengruppe in das Stemma einordnete. Santinis 1979 in der Bibliotheca Teubneriana erschienene Ausgabe teilte die Lesarten von 20 Handschriften mit, darunter sechs Paulus-Handschriften, und ordnete sie vier Überlieferungssträngen zu, die er (im Anschluss an Scivoletto) mit griechischen Minuskeln kennzeichnete:
- Die erste Klasse (φ) besteht aus Sylburgs verlorener Fuldaer Handschrift und dem Gothaer Codex (Forschungsbibliothek Gotha, Ms. Memb. I, aus dem 9. Jahrhundert).
- Die zweite Klasse (κ/λ/μ) enthält vier Handschriften des 11. und 12. Jahrhunderts, von denen einige unvollständig sind.
- Die dritte Klasse (χ/ψ) setzt sich aus vier Handschriften vom 10. bis 13. Jahrhundert zusammen.
- Die vierte Klasse (π) entspricht der Historia Romana des Paulus Diaconus.

Dazu kommen einzelne Handschriften, die entweder kontaminiert oder verloren sind und daher nicht sicher in das Stemma eingeordnet werden können, darunter der verlorene Codex Burdigalensis von Vinetus, die von Rühl entdeckten Exzerpte einer Petersburger Handschrift (9. Jahrhundert, Class. Lat. Q.v.9 = Dubrowski 327) und ein Exzerpt in der Universitätsbibliothek Bamberg (10. Jahrhundert, Class. 31 = E.III.22), das als einziges Eutropius’ Titel magister memoriae überliefert.
Santinis Ausgabe bildet seit ihrem Erscheinen die Grundlage für die wissenschaftliche Beschäftigung mit Eutropius. Einem neuerwachten Interesse an der spätantiken Geschichtsschreibung entsprachen die (kommentierten) Übersetzungen und zweisprachigen Ausgaben, die ab den 1990er Jahren erschienen und vor allem als Studienausgaben gedacht waren: Harold W. Bird veröffentlichte 1993 eine englische Übersetzung mit Kommentar (Translated Texts for Historians), Friedhelm L. Müller 1995 eine lateinisch-deutsche Ausgabe mit Kommentar und Stéphane Ratti eine kommentierte französische Übersetzung der Bücher 7–9 (1997). Im Jahr 1999 legte Joseph Hellegouarc’h, der sich seit den 1970er Jahren mit Eutropius beschäftigte, seine auf Autopsie mehrerer Handschriften beruhende lateinisch-französische Ausgabe vor, die allerdings nicht von den Handschriftengruppen abwich, die Scivoletto und Santini etabliert hatten. Weitere Studienausgaben veröffentlichten Fabrizio Bordone (mit italienischer Übersetzung, Kommentar und einer Einleitung von Fabio Gasti, 2014) sowie Bruno Bleckmann und Jonathan Groß (mit deutscher Übersetzung und Kommentar, 2018).

## Ausgaben und Übersetzungen
Übersetzungen und zweisprachige Ausgaben
- Harold W. Bird: The Breviarum Ab Urbe Condita of Eutropius (= Translated Texts for Historians). Liverpool 1993 (englische Übersetzung mit ausführlicher Einleitung und Kommentar).
- Bruno Bleckmann, Jonathan Groß: Eutropius, Breviarium ab urbe condita (= Kleine und fragmentarische Historiker der Spätantike. Band 3). Paderborn 2018, ISBN 978-3-506-78916-7 (deutsche Übersetzung mit philologischem und historischem Kommentar, letzterer nur für die Bücher 9–10).
- Fabrizio Bordone: Eutropio: Storia di Roma. Grandi classici greci latini. Santarcangelo di Romagna 2014, ISBN 978-88-18-03023-5 (italienische Übersetzung mit Kommentar).
- Friedhelm L. Müller: Eutropii breviarium ab urbe condita – Eutropius, Kurze Geschichte Roms seit Gründung (753 v. Chr.–364 n. Chr.). Einleitung, Text und Übersetzung, Anmerkungen, Index nominum a) geographicorum b) historicorum. Stuttgart 1995.
- Stéphane Ratti: Les empereurs romains d’Auguste à Dioclétien dans le Bréviaire d’Eutrope. Les livres 7 à 9 du Bréviaire d’Eutrope: introduction, traduction et commentaire. Paris 1996 (französische Übersetzung der Bücher 7 bis 9 mit Kommentar).

Kritische Editionen
- Carlo Santini: Eutropii Breviarium ab urbe condita (= Bibliotheca Teubneriana). Leipzig 1979 (maßgebliche Ausgabe auf Grundlage der wichtigsten Handschriften).
- Hans Droysen (Hrsg.): Auctores antiquissimi 2: Eutropi Breviarium ab urbe condita cum versionibus Graecis et Pauli Landolfique additamentis. Berlin 1879 (Monumenta Germaniae Historica, Digitalisat) (Umfangreiche Ausgabe mit textkritischem Apparat, Quellen- und Testimonienapparaten sowie den griechischen Übersetzungen und den Fortsetzungen des Paulus Diaconus und Landolfus Sagax.)